# Charles Barbier de Meynard
Charles Adrien Casimir Barbier de Meynard (nascido no mar em um navio que ia de Constantinopla a Marselha, 6 de fevereiro de 1826 - Paris em 31 de março de 1908) foi um orientalista francês. 

## Biografia
Quase nada se sabe sobre sua família, exceto que sua mãe era filha de um médico praticante em Constantinopla. 
Depois de estudar no Lycée Louis-le-Grand, em Paris, ele aperfeiçoou suas habilidades em turco e aprendeu árabe e persa, o que lhe permitiu se tornar um drogman (intérprete) e ser designado para o consulado francês em Jerusalém. Ele só ficou lá por um ano por motivos de saúde e voltou para Paris. Em 1854, ele fazia parte da missão realizada na Pérsia pelo conde de Gobineau . Ele aproveitou sua estadia para coletar uma série de informações, documentos e manuscritos, que seriam a fonte de seu trabalho na Pérsia, entendido em sentido amplo, e sua antiga geografia. Retornando a Paris em 1856, seguiu os cursos da civilização persa de Jules Mohl no Collège de France, do qual se tornou colaborador na preparação da primeira tradução para a língua européia do Shâh Nâmeh (O Livro dos Reis), a principal obra de Ferdowsî. Em 1876, ele sucedeu seu mestre no College de France. 
Em 1863, Barbier de Meynard foi nomeado professor de turco na Escola de Línguas Orientais Modernas (atual INALCO), cargo que cedeu a um colega em 1885 para ocupar a cadeira de árabe. Treze anos depois, tornou-se administrador da Escola de Línguas Orientais Modernas, da qual havia sido administrador assistente por um longo tempo. Sua saúde frágil obrigou-o a diminuir gradualmente suas atividades até sua morte, que ocorreu na noite de 30 a 31 de março de 1908. 
Ele foi eleito membro da Académie des Inscriptions et Belles-Lettres em 1878 e presidente da Sociedade Asiática em 1892, função na qual sucedeu Ernest Renan. Barbier de Meynard  foi eleito membro da Academia Real das Artes e Ciências dos Países Baixos em 1895.
Ele deixa um trabalho importante que ainda é referência.

## Trabalho
Entre suas publicações: 
- Dicionário geográfico, histórico e literário da Pérsia e dos países adjacentes, extraído de "Mo'djem el-Bouldan" por Yaquout e completado com a ajuda de documentos árabes e persas não publicados, Paris, Impr. Imperial, 1861, XXI-640, p. (Um clássico ").
- O Livro de estradas e províncias de Ibn-Khordadbeh, publicado, traduzido e anotado por C. Barbier de Meynard, Paris, Impr. imperial, 1865, 283 p.
- O Livro dos Reis, de Ferdowsî (940-1020), traduzido e comentado por Jules Mohl, com a colaboração. por Charles Barbier de Meynard, Paris, 1876-1878, 7 vol. (Esta tradução foi revisada por Charles Pellat para uma nova edição de 1962).
- Nova tradução do tratado de Ghazâlî [1058-1111] intitulado: o preservativo do erro, e avisos sobre os êxtases (dos sufis), Paris, Impr. nacional, 1877, 93 p.
- Dicionário Turco-Francês: suplemento aos dicionários publicados até o momento, Paris, E. Leroux, 1881-1886, 2 vol., X-786 + 898 p. T1  T2
- Tradução de L'Alchimiste por Feth-Ali Akhounzadé, Paris, Ed. Imprimerie nationale, 1866; edição digital disponível no google   : http://ia301510.us.archive.org/3/items/Lalchimiste/L_Alchimiste.pdf
- Abou chamah: O livro dos dois jardins , história dos dois reinos: o de Nour Ed-Dîn e o de Salah Ed-Dîn, (traduzido por Barbier de Meynard), Paris, 1898. In-fol., XI-525 p.
- Mas'udi e S.- 956?), Pradaria de Ouro (Murūǧ al-Dahab wa-al-ma'ādin ǧawhar), trad. por Barbier de Meynard e Pavet de Courteille, Paris, Impr. Imperial / National, 1861-1877, 9 vol. Nova edição revisada por Charles Pellat, Paris, Société asiatique, 1962-1997, 5 vol.